# Lista över svenska mästare i handboll för damer
Det här är en lista över svenska mästare i handboll för damer inomhus sedan 1951.
Sedan 1967 finns även SM-tävling för juniorer.

## Svenska mästare inomhus genom åren
Svenska mästerskapet
| År   | Vinnare                 | Tvåa                 | Finalresultat  | Noter |
| ---- | ----------------------- | -------------------- | -------------- | --- |
| 1951 | Kvinnliga IK Sport      | IFK Lidingö          | 5–0            | 1951 gjorde damerna för första gången upp om svenska mästerskapet inomhus. Alla intresserade föreningar fick delta, genom fri anmälan. |
| 1952 | Kvinnliga IK Sport (2)  | Älvsjö AIK           | 3–1            | |
| 1953 | Kvinnliga IK Sport (3)  | IF Thor              | 1–4            | |
| 1954 | Kvinnliga IK Sport (4)  | Älvsjö AIK           | 10–2           | |
| 1955 | Kvinnliga IK Sport (5)  | Kvinnliga SK Artemis | 5–2            | |
| 1956 | IF Guif                 | Kalmar AIK           | 6–7            | Säsongen 1955/1956 spelades på försök en riksomfattande serie på damsidan. Lagen delades in i tre grupper: Östsvenska, Västsvenska och Sydsvenska. Försöket sågs som lyckat och fortsatte åren efter.                                          |
| 1957 | Kvinnliga IK Sport (6)  | Älvsjö AIK           | 4–6            | |
| 1958 | Kvinnliga IK Sport (7)  | Kalmar AIK           | 4–5            | |
| 1959 | Kvinnliga IK Sport (8)  | Kvinnliga SK Artemis | 10–5           | |
| 1960 | Kvinnliga IK Sport (9)  | Kvinnliga SK Artemis | 6–7            | |
| 1961 | Kvinnliga IK Sport (10) | Kvinnliga SK Artemis | 5–4            | |
| 1962 | IK Ymer                 | Kvinnliga SK Artemis | 7–6 (e.f.)     | 1962 spelades för första gången ett SM-slutspel i handboll för damer inomhus. Seriesegrarna i elva (mer eller mindre) lokala och regionala över hela landet, från Norrbotten i norr till sydvästra serien i söder, fick delta i SM-slutspelet. |
| 1963 | IK Bolton               | Vikingarnas IF       | 6–7            | |
| 1964 | Kvinnliga IK Sport (11) | IK Bolton            | 12–7           | |
| 1965 | IK Bolton (2)           | Vikingarnas IF       | 8–7            | |
| 1966 | IK Bolton (3)           | Kvinnliga IK Sport   | 6–8            | |
| 1967 | IK Bolton (4)           | HK Linne             | 4–6            | |
| 1968 | IK Bolton (5)           | HK Linne             | Slutspelsserie | Seriespelet följdes av en slutspelsserie, mellan gruppsegrarna ur de tre Division I-serierna och vinnaren i kvalet mellan segrarna ur de olika Norrlandsgrupperna.                                                                             |
| 1969 | Kvinnliga IK Sport (12) | IK Bolton            | 8–12           | Seriespelet följdes av ett SM-slutspel, mellan gruppsegrarna ur de tre Division I-serierna och vinnaren i kvalet mellan tre av fyra segrare ur de olika Norrlandsgrupperna.                                                                    |
| 1970 | Borlänge HK             | HK Linne             | 10–9           | Seriespelet följdes av ett SM-slutspel, mellan gruppsegrarna ur de tre Division I-serierna och vinnaren i kvalet mellan tre av fyra segrare ur de olika Norrlandsgrupperna.                                                                    |
| 1971 | Kvinnliga IK Sport (13) | Borlänge HK          | 10–8           | Seriespelet följdes av ett SM-slutspel, mellan gruppsegrarna ur de tre Division I-serierna och vinnaren i kvalet mellan tre av fyra segrare ur de olika Norrlandsgrupperna.                                                                    |

Allsvenskan
| År   | Vinnare                    | Tvåa                  | Finalresultat                       | Noter |
| ---- | -------------------------- | --------------------- | ----------------------------------- | --- |
| 1972 | Kvinnliga IK Sport (14)    | Gimonäs CK            | 16–5                                | SM-finalen spelades mellan vinnaren av Division I (Allsvenskan) och segraren i kvalet mellan de två första lagen ur de tre Norrlandsgrupperna. Mästarna även seriesegrare samma säsong.               |
| 1973 | Borlänge HK (2)            | Malmbergets AIF       | 15–7                                | SM-finalen spelades mellan vinnaren av Division I (Allsvenskan) och segraren i kvalet mellan de två första lagen ur de tre Norrlandsgrupperna. Mästarna även seriesegrare samma säsong.               |
| 1974 | Stockholmspolisens IF      | IK Bolton             | Slutspelsserie                      | Slutspelsserie med de tre främsta lagen i den allsvenska tabellen (Division I) och segraren i kvalet mellan de två första lagen ur de tre Norrlandsgrupperna.                                         |
| 1975 | Stockholmspolisens IF (2)  | Borlänge HK           | Slutspelsserie                      | De fyra främsta lagen i den allsvenska tabellen (Division I) möttes i ett gruppspel, kallat "Slutspelstävling om svenska mästerskapet", där alla mötte alla. Mästarna även seriesegrare samma säsong. |
| 1976 | Stockholmspolisens IF (3)  | Borlänge HK           | Slutspelsserie                      | De fyra främsta lagen i den allsvenska tabellen (Division I) möttes i ett gruppspel, kallat "Slutspelstävling om svenska mästerskapet", där alla mötte alla.                                          |
| 1977 | Stockholmspolisens IF (4)  | Irsta HF              | 14-12, 18-13                        | Mästarna även seriesegrare samma säsong. |
| 1978 | Borlänge HK (3)            | Irsta HF              | 17-18, 13-12, 18-17                 | Mästarna även seriesegrare samma säsong. |
| 1979 | Stockholmspolisens IF (5)  | Irsta HF              | 14-14, 14-15                        | Mästarna även seriesegrare samma säsong. |
| 1980 | Stockholmspolisens IF (6)  | Irsta HF              | 15-13, 13-14, 17-13                 | |
| 1981 | Stockholmspolisens IF (7)  | IF Skade              | 27-11, 24-13                        | Mästarna även seriesegrare samma säsong. |
| 1982 | Stockholmspolisens IF (8)  | HP Warta              | 27–17, 19-15                        | |
| 1983 | Stockholmspolisens IF (9)  | Irsta HF              | 17–17, 20-17                        | Mästarna även seriesegrare samma säsong. |
| 1984 | Stockholmspolisens IF (10) | HK Silwing/Troja      | 2–0 i matcher (13–11, 19–15 (e.f.)) | Mästarna även seriesegrare samma säsong. |
| 1985 | Stockholmspolisens IF (11) | HP Warta              | 2–1 i matcher (20–17, 14–17, 24-13) | Mästarna även seriesegrare samma säsong. |
| 1986 | Irsta HF                   | Tyresö HF             | 2–0 i matcher (23-18, 17-16)        | |
| 1987 | Tyresö HF                  | Stockholmspolisens IF | 2–0 i matcher (18-16, 25-18)        | Mästarna även seriesegrare samma säsong. |
| 1988 | Tyresö HF (2)              | Skuru IK              | 2–0 i matcher (25-18, 21-15)        | Mästarna även seriesegrare samma säsong. |
| 1989 | Tyresö HF (3)              | Stockholmspolisens IF | 2–1 i matcher (17-13, 12-14, 13-8)  | |

Elitserien
| År   | Vinnare                    | Tvåa                  | Finalresultat                                            | Noter                                    |
| ---- | -------------------------- | --------------------- | -------------------------------------------------------- | ---------------------------------------- |
| 1990 | Stockholmspolisens IF (12) | Sävsjö HK             | 2–1 i matcher (16–13, 24–18, 15–20)                      |                                          |
| 1991 | Irsta HF (2)               | Sävsjö HK             | 2–0 i matcher (22–19, 17–21)                             | Mästarna även seriesegrare samma säsong. |
| 1992 | Skånela IF                 | Sävsjö HK             | 3–0 i matcher (20–16, 16–19, 23–19)                      | Mästarna även seriesegrare samma säsong. |
| 1993 | IK Sävehof                 | Irsta HF              | 3–1 i matcher (22–17, 26–17, 25–29, 19–18)               |                                          |
| 1994 | Sävsjö HK                  | Skånela IF            | 3–0 i matcher (17–12, 24–20, 14–13)                      | Mästarna även seriesegrare samma säsong. |
| 1995 | Sävsjö HK (2)              | IK Sävehof            | 3–0 i matcher (26–23, 24–18, 28–19)                      | Mästarna även seriesegrare samma säsong. |
| 1996 | Sävsjö HK (3)              | IK Sävehof            | 3–1 i matcher (21–15, 16–21, 30–20, 22–15)               | Mästarna även seriesegrare samma säsong. |
| 1997 | Sävsjö HK (4)              | Irsta HF              | 3–0 i matcher (26–25, 33–27, 22–18)                      |                                          |
| 1998 | Sävsjö HK (5)              | IK Sävehof            | 3–2 i matcher (29–27, 22–20 (e.f.), 28–26, 14–13, 21–25) |                                          |
| 1999 | Sävsjö HK (6)              | IK Sävehof            | 3–1 i matcher (22–15, 22–21, 18–15, 15–21)               | Mästarna även seriesegrare samma säsong. |
| 2000 | IK Sävehof (2)             | Stockholmspolisens IF | 3–0 i matcher (23–20, 15–17, 23–17)                      |                                          |
| 2001 | Skuru IK                   | IK Sävehof            | 3–0 i matcher (24–21, 16–21, 17–14)                      | Mästarna även seriesegrare samma säsong. |
| 2002 | Team Skåne EIK             | IK Sävehof            | 2–0 i matcher (19–24, 29–24)                             |                                          |
| 2003 | Team Eslövs IK (2)         | Skuru IK              | 3–0 i matcher (28–30, 32–30, 25–32)                      |                                          |
| 2004 | Skuru IK (2)               | Team Eslövs IK        | 3–1 i matcher (20–28, 27–22, 25–22, 32–29)               |                                          |
| 2005 | Skuru IK (3)               | Skövde HF             | 24–23                                                    |                                          |
| 2006 | IK Sävehof (3)             | Skövde HF             | 21–22                                                    |                                          |
| 2007 | IK Sävehof (4)             | Skövde HF             | 29–27 (e.f.)                                             | Mästarna även seriesegrare samma säsong. |
| 2008 | Skövde HF                  | IK Sävehof            | 24–31                                                    |                                          |
| 2009 | IK Sävehof (5)             | Skövde HF             | 32–19                                                    | Mästarna även seriesegrare samma säsong. |
| 2010 | IK Sävehof (6)             | Skövde HF             | 23–27                                                    |                                          |
| 2011 | IK Sävehof (7)             | Team Eslövs IK        | 25–23                                                    | Mästarna även seriesegrare samma säsong. |
| 2012 | IK Sävehof (8)             | Lugi HF               | 27–14                                                    | Mästarna även seriesegrare samma säsong. |
| 2013 | IK Sävehof (9)             | Lugi HF               | 38–34 (e.f.)                                             | Mästarna även seriesegrare samma säsong. |
| 2014 | IK Sävehof (10)            | Skuru IK              | 38–20                                                    | Mästarna även seriesegrare samma säsong. |
| 2015 | IK Sävehof (11)            | Skuru IK              | 33–30                                                    | Mästarna även seriesegrare samma säsong. |
| 2016 | IK Sävehof (12)            | Skuru IK              | 27–22                                                    | Mästarna även seriesegrare samma säsong. |

Svensk handbollselit (SHE)
| År   | Vinnare              | Tvåa                 | Finalresultat                              | Noter |
| ---- | -------------------- | -------------------- | ------------------------------------------ | --- |
| 2017 | H65 Höör             | IK Sävehof           | 25–27                                      | |
| 2018 | IK Sävehof (13)      | H65 Höör             | 21–22                                      | |
| 2019 | IK Sävehof (14)      | Skuru IK             | 3–0 i matcher (22–24, 34–26, 26–27 (e.f.)  | |
| 2020 | Ingen mästare utsedd | Ingen mästare utsedd | Ingen mästare utsedd                       | SM-slutspelet ställdes in på grund av utbrottet av covid-19-pandemin. Seriesegrare blev H65 Höör, men ingen svensk mästare utsågs. |
| 2021 | Skuru IK (4)         | H65 Höör             | 3–1 i matcher (29–22, 29–31, 28–30, 24–22) | Mästarna även seriesegrare samma säsong.                                                                                           |
| 2022 | IK Sävehof (15)      | Skuru IK             | 3–1 i matcher (27–29, 30–34, 36–32, 22–30) | Mästarna även seriesegrare samma säsong.                                                                                           |
| 2023 | IK Sävehof (16)      | H65 Höör             | 3–1 i matcher (32–31, 34–30, 33–29, 25–26) | Mästarna även seriesegrare samma säsong.                                                                                           |

Handbollsligan
| År   | Vinnare         | Tvåa        | Finalresultat                                   | Noter                                    |
| ---- | --------------- | ----------- | ----------------------------------------------- | ---------------------------------------- |
| 2024 | IK Sävehof (17) | Önnereds HK | 3–0 i matcher (27–21, 32–23, 30–22)             |                                          |
| 2025 | Skara HF        | IK Sävehof  | 3-1 i matcher (26-25, 27-22, 18-20, 31-28 e.f.) | Mästarna även seriesegrare samma säsong. |

## Antal SM-guld per klubb
|    | Klubb                 | Titlar | År                                                                                                   |
| -- | --------------------- | ------ | --- |
| 1  | IK Sävehof            | 17     | 1993, 2000, 2006, 2007, 2009, 2010, 2011, 2012, 2013, 2014, 2015, 2016, 2018, 2019, 2022, 2023, 2024 |
| 2  | Kvinnliga IK Sport    | 14     | 1951, 1952, 1953, 1954, 1955, 1957, 1958, 1959, 1960, 1961, 1964, 1969, 1971, 1972                   |
| 3  | Stockholmspolisens IF | 12     | 1974, 1975, 1976, 1977, 1979, 1980, 1981, 1982, 1983, 1984, 1985, 1990                               |
| 4  | Sävsjö HK             | 6      | 1994, 1995, 1996, 1997, 1998, 1999                                                                   |
| 5  | IK Bolton             | 5      | 1963, 1965, 1966, 1967, 1968                                                                         |
| 6  | Skuru IK              | 4      | 2001, 2004, 2005, 2021                                                                               |
| 7  | Borlänge HK           | 3      | 1970, 1973, 1978                                                                                     |
| 7  | Tyresö HF             | 3      | 1987, 1988, 1989                                                                                     |
| 9  | Irsta HF              | 2      | 1986, 1991                                                                                           |
| 9  | Eslövs IK             | 2      | 2002, 2003                                                                                           |
| 11 | IF Guif               | 1      | 1956                                                                                                 |
| 11 | IK Ymer               | 1      | 1962                                                                                                 |
| 11 | Skånela IF            | 1      | 1992                                                                                                 |
| 11 | Skövde HF             | 1      | 2008                                                                                                 |
| 11 | H65 Höör              | 1      | 2017                                                                                                 |
| 11 | Skara HF              | 1      | 2025                                                                                                 |

## Flest SM-guld i svit
Flest SM-guld i svit är åtta:
- IK Sävehof, 2009-2016